# Lárga
Lárga (románul: Larga), falu Romániában, Maros megyében.

## Története
Nagysármás város része. A trianoni békeszerződésig Kolozs vármegye Nagysármási járásához tartozott.

## Népessége
2002-ben 72 lakosa volt, ebből 44 román és 28 magyar.

## Vallások
A falu lakói közül  44-en ortodox hitűek és 28-an reformátusok.